# Loiu
Loiu – gmina w Hiszpanii, w prowincji Biskaja, w Kraju Basków, o powierzchni 15,55 km². W 2011 roku gmina liczyła 2498 mieszkańców.